# コシマガリモエビ
コシマガリモエビ（腰曲がり藻蝦、学名: Heptacarpus geniculatus）は、十脚目モエビ科に分類されるエビの一種。日本近海の海岸周辺にある藻場に生息し、海草によく擬態する。
体長は30-50mmほどで、体は前後に細長い。6つの腹節のうち、中央の第3腹節以降が下に強く折れ、「へ」の字型の体型をしている。和名もこの「腰が曲がった」体つきに由来する。額角は細く、まっすぐ前方に伸び、鋸歯が下側に7-9個、上側の複眼近くに4-7個ある。体色は一様に緑色か茶色をしていて、特に目立つ模様はない。
樺太、北海道から九州中部まで分布し、内湾のアマモ藻場やその周辺の岩場に生息する。海草の葉の間を移動しながら生活し、藻類やデトリタス等を食べる。
緑や茶色の体色と細長い体で海草に紛れこみ、沿岸性の魚類やイカなどの天敵から身を守る。同様に海草に擬態するエビは日本近海だけでも多数知られており、同じモエビ科（後述）の他にタラバエビ科のホッカイエビ Pandalus latirostris、ミツクリエビ Pandalopsis pacifica 等がいる。
繁殖期は春だが、九州や四国、本州南部では冬のうちから繁殖を始める。卵はメスが腹脚に抱えて保護する。
小型種で人間にとっての利用価値は特にないが、シバエビ等の有用種を狙った沿岸漁業で混獲されることがある。

## 類似種
ツノモエビ Heptacarpus pandaloides (Stimpson, 1860)
コシマガリモエビに似るが額角が長く、鋸歯は下側に9-13個、上側の複眼付近に7-10個がある。北海道北部から九州南部まで分布する。
クサイロモエビ H. grebnitzkii (Rathbun, 1902)
体長40mmほど。額角の鋸歯は下側2-3個、上側6-9個。樺太、中国北部、北海道から九州まで分布する。
ホソモエビ Latreutes aciculatus Ortmann, 1890
体長15-25mmで、ツノモエビよりも小型。額角の鋸歯は先端部に偏り、下側3-6個、上側0-2個。北海道南部から九州まで分布する。
アマモトゲモエビ Spirontocaris brashinikovi Kobjakova, 1936
体長30mmほど。額角は側扁し幅広く、下側5個、上側13個の鋸歯がある。ベーリング海に分布するが、北海道東部の根室市でも記録された。